# Джованні Корбйонс
Джованні Корбйонс (італ. Giovanni Corbjons, 1 січня 1900, Рим — ?) — італійський футболіст, що грав на позиції захисника. По завершенні ігрової кар'єри — тренер.
Виступав, зокрема, за клуб «Рома».

## Ігрова кар'єра
У дорослому футболі дебютував 1918 року виступами за римську команду «Фортітудо», в якій провів три сезони. Протягом 1921—1926 років захищав кольори клубу «Альба». Після чого повернувся у «Фортітудо».
У 1927 році команди «Фортітудо» і «Альба», а також ще один римський колектив «Роман» об'єднались, утворивши клуб «Рома», до складу якого приєднався Джованні. Відіграв за «вовків» наступні п'ять сезонів своєї ігрової кар'єри. В 1928 році став з командою переможцем Кубка КОНІ, турніру, який проводився для клубів, що не потрапили до фінального турніру національного чемпіонату. У фіналі Кубка КОНІ «Рома» зустрічалась з «Моденою». Обидва матчі завершились внічию — 0:0 та 2:2, тому було призначене перегравання у Флоренції. В основний час матчу Корбйонс забив гол з пенальті, але Альфредо Маццоні зрівняв рахунок. У додатковий час на 110-й хвилині матчу перемогу «Ромі» приніс Маріо Буссич. 
Згодом з 1930 по 1933 рік грав у складі команд нижчих дивізіонів «Фіорентіна», «Катанія» і «Понтекорвезе». 
Завершив кар'єру в клубі «Торрес» в 1935 році, де був граючим тренером.

## Кар'єра тренера
Розпочав тренерську кар'єру, ще продовжуючи грати на полі, 1934 року, очоливши тренерський штаб клубу «Торрес». В 1936-1937 роках тренував «Роді».
Після війни двічі очолював клуб «Анконітана» (1947—1948, 1950—1952) та команду «Таранто» в 1948—1949 роках.

## Статистика виступів

### Статистика клубних виступів
| Сезон              | Команда            | Чемпіонат          | Чемпіонат | Чемпіонат | Інші турніри | Інші турніри | Інші турніри | Всього | Всього |
| Сезон              | Команда            | Турнір             | Матчі     | Голи      | Турнір       | Матчі        | Голи         | Матчі  | Голи   |
| ------------------ | ------------------ | ------------------ | --------- | --------- | ------------ | ------------ | ------------ | ------ | ------ |
| 1918-1919          | «Фортітудо»        | 1Д                 | ?         | ?         | -            | -            | -            | ?      | ?      |
| 1919-1920          | «Фортітудо»        | 1Д                 | ?         | ?         | -            | -            | -            | ?      | ?      |
| 1920-1921          | «Фортітудо»        | 1Д                 | ?         | ?         | -            | -            | -            | ?      | ?      |
| 1921-1922          | «Альба»            | 1Д                 | ?         | ?         | -            | -            | -            | ?      | ?      |
| 1922-1923          | «Альба»            | 1Д                 | 14        | 9         | -            | -            | -            | 14     | 9      |
| 1923-1924          | «Альба»            | 1Д                 | 18        | 6         | -            | -            | -            | 18     | 6      |
| 1924-1925          | «Альба»            | 1Д                 | 18        | 0         | -            | -            | -            | 18     | 0      |
| 1925-1926          | «Альба»            | 1Д                 | 14        | 0         | -            | -            | -            | 14     | 0      |
| Всього «Альба»     | Всього «Альба»     | Всього «Альба»     | 64+       | 15+       |              | -            | -            | 64+    | 15+    |
| 1926-1927          | «Фортітудо»        | НД                 | 18        | 0         | -            | -            | -            | 18     | 0      |
| Всього «Фортітудо» | Всього «Фортітудо» | Всього «Фортітудо» | 18+       | ?         |              | -            | -            | 18+    | ?      |
| 1927-1928          | «Рома»             | НД                 | 20        | 1         | КК           | 13           | 1            | 33     | 2      |
| 1928-1929          | «Рома»             | НД                 | 13        | 1         | -            | -            | -            | 13     | 1      |
| 1929-1930          | «Рома»             | A                  | 2         | 0         | -            | -            | -            | 2      | 0      |
| Всього «Рома»      | Всього «Рома»      | Всього «Рома»      | 35        | 2         |              | 13           | 1            | 48     | 3      |
| 1930-1931          | «Фіорентіна»       | B                  | 19        | 2         | -            | -            | -            | 19     | 2      |
| 1931-1932          | «Катанія»          | B                  | 16        | 2         | -            | -            | -            | 16     | 2      |
| 1932-1933          | «Понтекорвезе»     | 1Д                 | ?         | ?         | -            | -            | -            | ?      | ?      |
| 1934-1935          | «Торрес»           | 1Д                 | ?         | ?         | -            | -            | -            | ?      | ?      |
| Всього за кар'єру  | Всього за кар'єру  | Всього за кар'єру  | 152+      | 21+       |              | 13           | 1            | 165+   | 22+    |

## Титули і досягнення
- Володар Кубка КОНІ (1):

«Рома»: 1928